# Оконкур
Оконкур (фр. Hauconcourt) насеље је и општина у североисточној Француској у региону Лорена, у департману Мозел која припада префектури Мец Кампањ.
По подацима из 2011. године у општини је живело 540 становника, а густина насељености је износила 68,35 становника/km². Општина се простире на површини од 7,9 km². Налази се на средњој надморској висини од 100 метара (максималној 166 m, а минималној 155 m).

## Демографија
| 1962. | 1968. | 1975. | 1982. | 1990. | 1999. | 2011. |
| ----- | ----- | ----- | ----- | ----- | ----- | ----- |
| 564   | 629   | 743   | 612   | 537   | 569   | 540   |

График промене броја становника у току последњих година